# Annihilator
Annihilator – kanadyjska grupa muzyczna wykonująca thrash metal. Powstała w 1984 roku w Ottawie z inicjatywy gitarzysty Jeffa Watersa, który do współpracy zaprosił wokalistę Johna Batesa, basistę Davea Daviesa i perkusistę Paula Maleka. Do 2010 roku ukazało się trzynaście albumów studyjnych zespołu oraz szereg pomniejszych wydawnictw. Mimo częstych zmian personalnych zespół utrzymał łatwo rozpoznawalny styl oparty na kompozycjach i wirtuozerskiej grze gitarzysty Jeffa Watersa, który pozostał jedynym członkiem oryginalnego składu.

## Muzycy
| Obecny skład zespołu - Jeff Waters – gitara, gitara basowa (od 1984), wokal (1994–1996, od 2015) - Aaron Homma – gitara (od 2015) - Rich Hinks – gitara basowa (od 2015) - Fabio Alessandrini – perkusja (od 2016) Byli muzycy koncertowi - Dave Machander – perkusja (1996) - Rob Falzano – perkusja (2004–2005, 2005–2007) - Carlos Cantatore – perkusja (2010–2011) - Flo Mounier – perkusja (2011) - Brian Daemon – gitara basowa (2007–2008) - Alberto Campuzano – gitara basowa (2010–2014) - Oscar Rangel – gitara basowa (2014–2015, 2015–2016) Muzycy sesyjni - Tony Chappelle – perkusja (2005) - Ryan Ahoff – perkusja (2008–2010) |  | Byli członkowie zespołu - John Bates – wokal (1984–1985) - Dennis Dubeau – wokal (1987–1989) - Randy Rampage – wokal (1989, 1999–2000) - Coburn Pharr – wokal (1990–1991, 1992, 2015) - Aaron Randall – wokal (1992–1994) - Joe Comeau – wokal (2000–2003) - Anthony Greenham – gitara (1989) - Neil Goldberg – gitara (1992–1993) - Curran Murphy – gitara (2002–2005) - Paul Malek – perkusja (1984–1985, 1986) - Richard Death – perkusja (1985) - Ray Hartmann – perkusja (1987–1992, 1999–2001) - Mike Mangini – perkusja (1993, 2004–2005, 2007) - Randy Black – perkusja (1993–1996, 2002–2003) - Alex Landenburg – perkusja (2007–2008) - Dave Scott – gitara basowa (1984–1985) - Wayne Darley – gitara basowa (1989–1993) - Dave Davis – gitara basowa (1993), gitara (1989–1991, 1993–2001) - Lou Budjoso – gitara basowa (1996) - Russell Bergquist – gitara basowa (1999–2003, 2005–2007) - Sandor de Bretan – gitara basowa (2004–2005) - Dave Sheldon – gitara basowa (2008–2010) - Cam Dixon – gitara basowa (1994–1995, 2015) - Dave Padden – gitara, wokal (2003–2015) - Mike Harshaw – perkusja (2012–2013, 2013–2016) |

## Historia

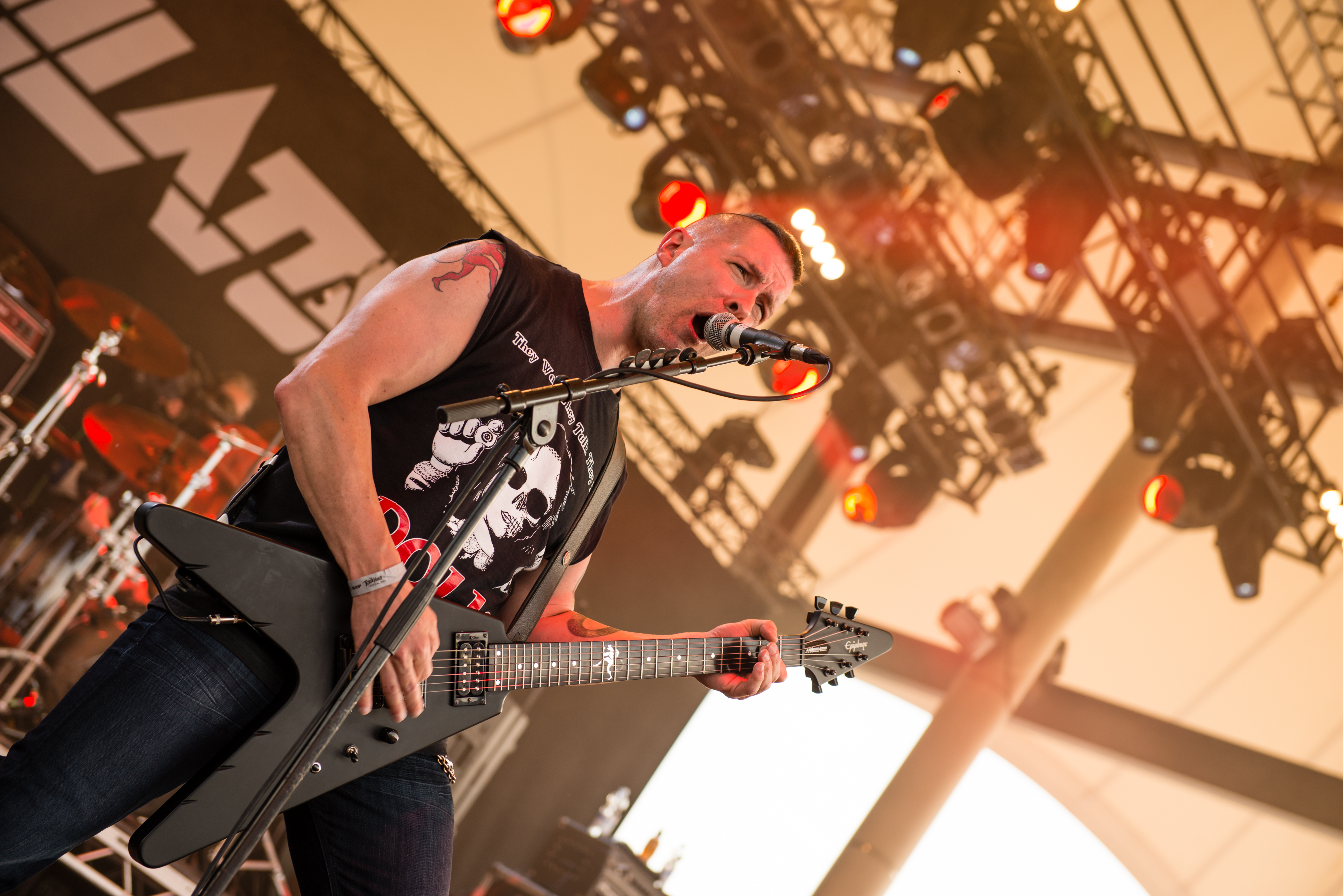
Jeff Waters podczas koncertu na festiwalu Rock Hard w 2014 roku

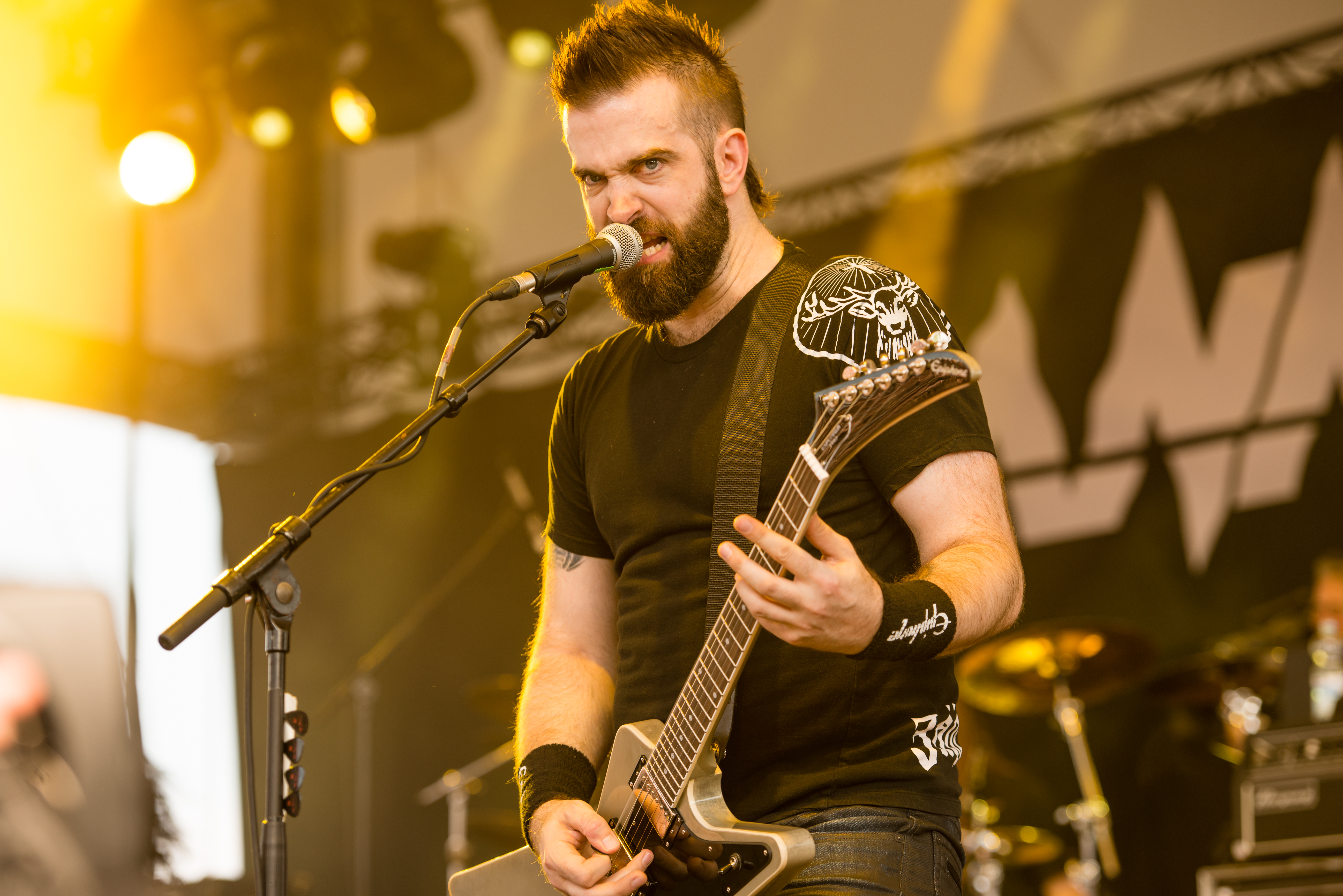
Dave Padden podczas koncertu na festiwalu Rock Hard w 2014 roku

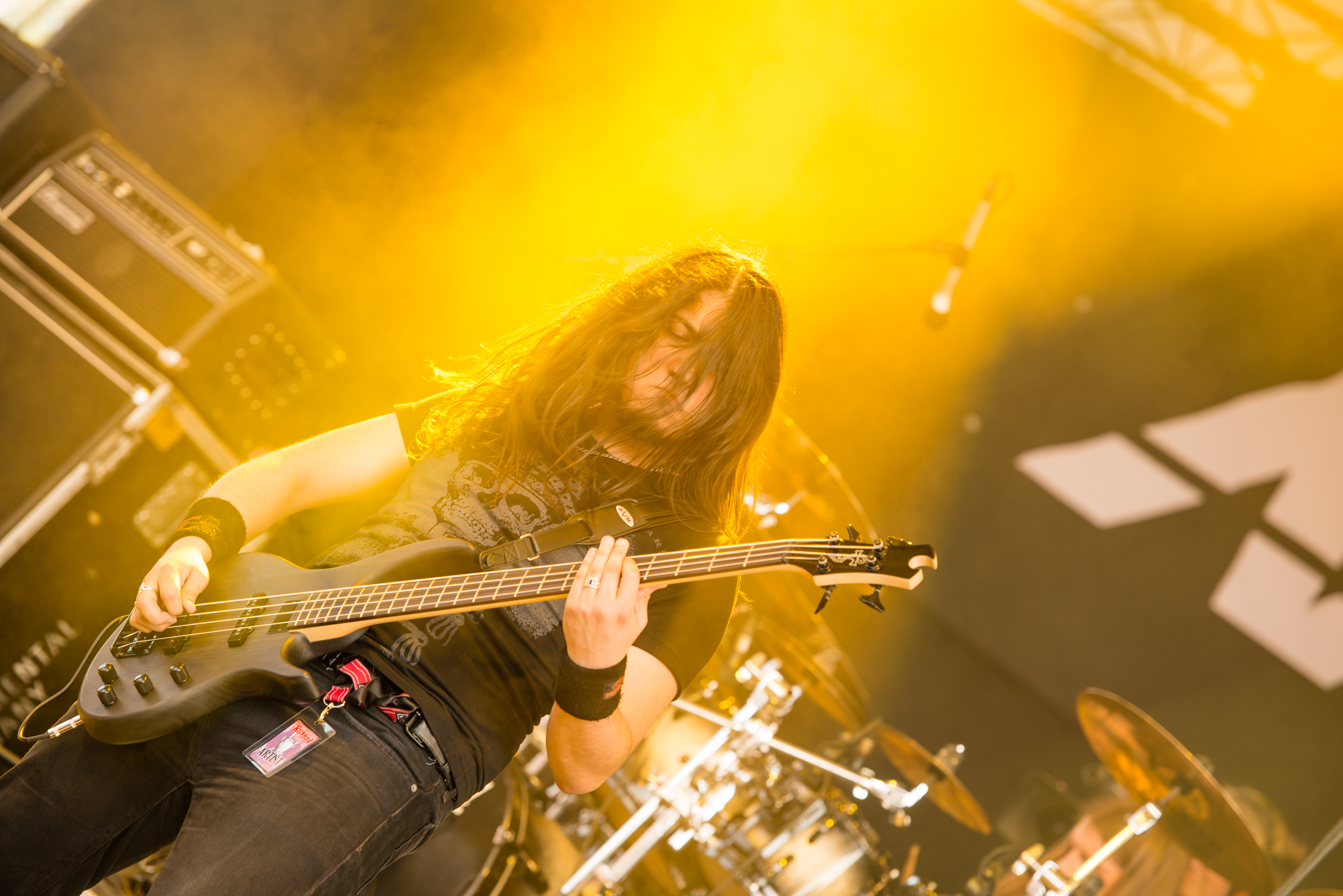
Alberto Campuzano podczas koncertu na festiwalu Rock Hard w 2014 roku

Zespół powstał w 1984 roku z inicjatywy gitarzysty Jeffa Watersa. Muzyk do współpracy zaprosił wokalistę Johna Batesa, basistę Davea Daviesa i perkusistę Paula Maleka. Rok później wydali pierwsze demo Welcome to Your Death. Wkrótce potem zespół opuścili John Bates oraz Dave Davies. W 1986 roku ukazało się kolejne demo zatytułowane Phantasmagoria. Waters zagrał na gitarze basowej, elektrycznej oraz zaśpiewał. W 1987 roku do zespołu dołączył wokalista Dennis Dubeau, basista Wayne Darley oraz perkusista Ray Hartmann. W tym składzie grupa nagrała kolejne demo Alison Hell. Wkrótce potem Dubeau opuścił zespół, a zastąpił go Randy Rampage.
W 1988 roku zespół nagrał debiutancki album Alice in Hell. Płyta odniosła sukces komercyjny. Natomiast do zespołu został przyjęty drugi gitarzysta Anthony Greenham. Dwa lata po wydaniu debiutu zespół opuścił Rampage. Jego miejsce zajął Coburn Pharr. Annihilator w tym czasie rozpoczął prace w studiu by nagrać kolejny album – Never, Neverland, który jednak nie odniósł sukcesu. W czasie trasy promującej album z zespołu odszedł Davies.
W 1991 roku muzycy rozpoczęli prace nad nowym albumem zatytułowanym Set the World on Fire. Do zespołu dołączył Neil Goldberg. Odszedł natomiast perkusista Hartmann, którego zastąpił Mike Mangini. Pharr borykający się z uzależnieniem od alkoholu został zastąpiony przez Aarona Randalla, który dysponował wysokim i melodyjnym głosem. W 1993 roku Randall nagrał ponownie wokale na nowy album, na którym pojawiło się wielu gości m.in. klawiszowiec John Webster, perkusista Rick Fedyk oraz wokaliście: Mark laFrance, Norm Gordon i David Steele.
W tym samym roku ukazała się kompilacja Bag of Tricks zawierająca pierwsze dema zespołu oraz kilka kompozycji koncertowych nagranych w 1990 roku. Również w tym roku Waters postanowił zmienić skład zespołu. Zatrudnił gitarzystę Alexa Vermuea i perkusistę Randy’ego Blacka. Waters z kolei nagrał partie gitary basowej, gitar oraz wokali. Po krótkim czasie grupę opuścił Vermue. Waters i Black nagrali album King of the Kill. W ramach promocji zespół wyruszył w trasę koncertową z udziałem Davea Daviesa i Cama Dixona. W 1996 roku Waters wraz z Blackiem wydali kolejny album zatytułowany Refresh the Demon. Na płycie gościnnie wystąpili: Dave Davies oraz Lou Bujdoso i David Steele. Po wydaniu płyty zespół opuścił Black.
W 1997 roku zespół nagrał eksperymentalny album Remains. Waters podczas nagrań zastosował między innymi automat perkusyjny. W roku 1998 do Watersa dołączyli: Rampage, Davies, Hartman i basista Russell Bergquist. Wraz z tymi muzykami powstało kolejne wydawnictwo zatytułowane Criteria for a Black Widow. Podczas trasy promującej płytę doszło do konfliktu pomiędzy Rampagem a pozostałymi członkami zespołu. Wkrótce potem Rampage opuścił zespół. Waters od razu przyjął kolejnego wokalistę – Joe Comeau.
Zespół, już z Comeau nagrał kolejny album Carnival Diablos wydany w 2001 roku. Również i ten album odniósł sukces w Stanach Zjednoczonych, jak i w Europie. Jednak w składzie znów nastąpiły zmiany. Tym razem na posadzie perkusisty i gitarzysty – Hartman wymienił się z Blackiem, a Daviesa zastąpił Currana Murphy. W 2002 roku ukazał się kolejny album zatytułowany Waking the Fury. Po jego wydaniu zespół ruszył w trasę, gdzie zarejestrował materiał na płytę koncertową zatytułowaną: Double Live Annihilation. Była to ostatnia płyta z Joe Comeau, którego zastąpił go Dave Padden. Na początku 2004 roku z zespołu odszedł Russell „The Woodsman” Bergquist. Następnie do składu dołączyli basista Sandor de Bretan i perkusista Rob Falzano. Tego samego roku ukazał się kolejny album studyjny pt. All for You, na którym sesyjnie na perkusji zagrał Mike Mangini.
14 listopada 2005 roku ukazała się następna płyta zespołu zatytułowana Schizo Deluxe. Wydanie płyty poprzedził singel „Maximum Satan” udostępniony bezpłatnie na oficjalnej stronie internetowej zespołu. Album został bardzo dobrze przyjęty przez fanów oraz media. W 2007 roku ukazał się dwunasty album zespołu pt. Metal. Gościnnie w nagraniach wzięli udział: Jeff Loomis, Danko Jones, Angela Gossow, Steve „Lips” Kudlow, Alexi Laiho, Anders Björler, Michael Amott, Jesper Strömblad, Corey Beaulieu, Jacob Lynam oraz William Adler. Natomiast partiami perkusji zajął się ponownie Mike Mangini.

## Dyskografia

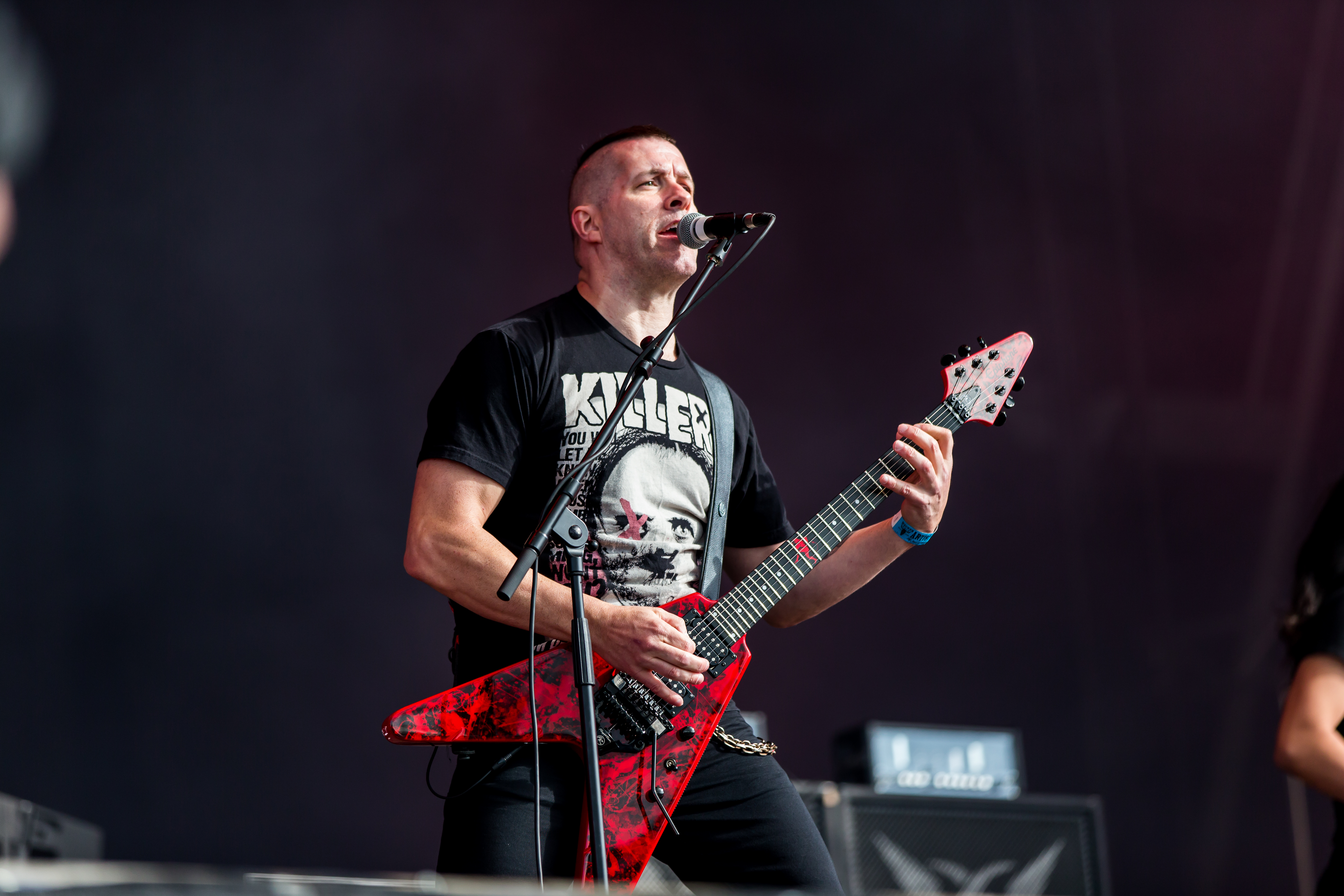
Jeff Waters podczas koncertu na festiwalu Wacken Open Air w 2015 roku

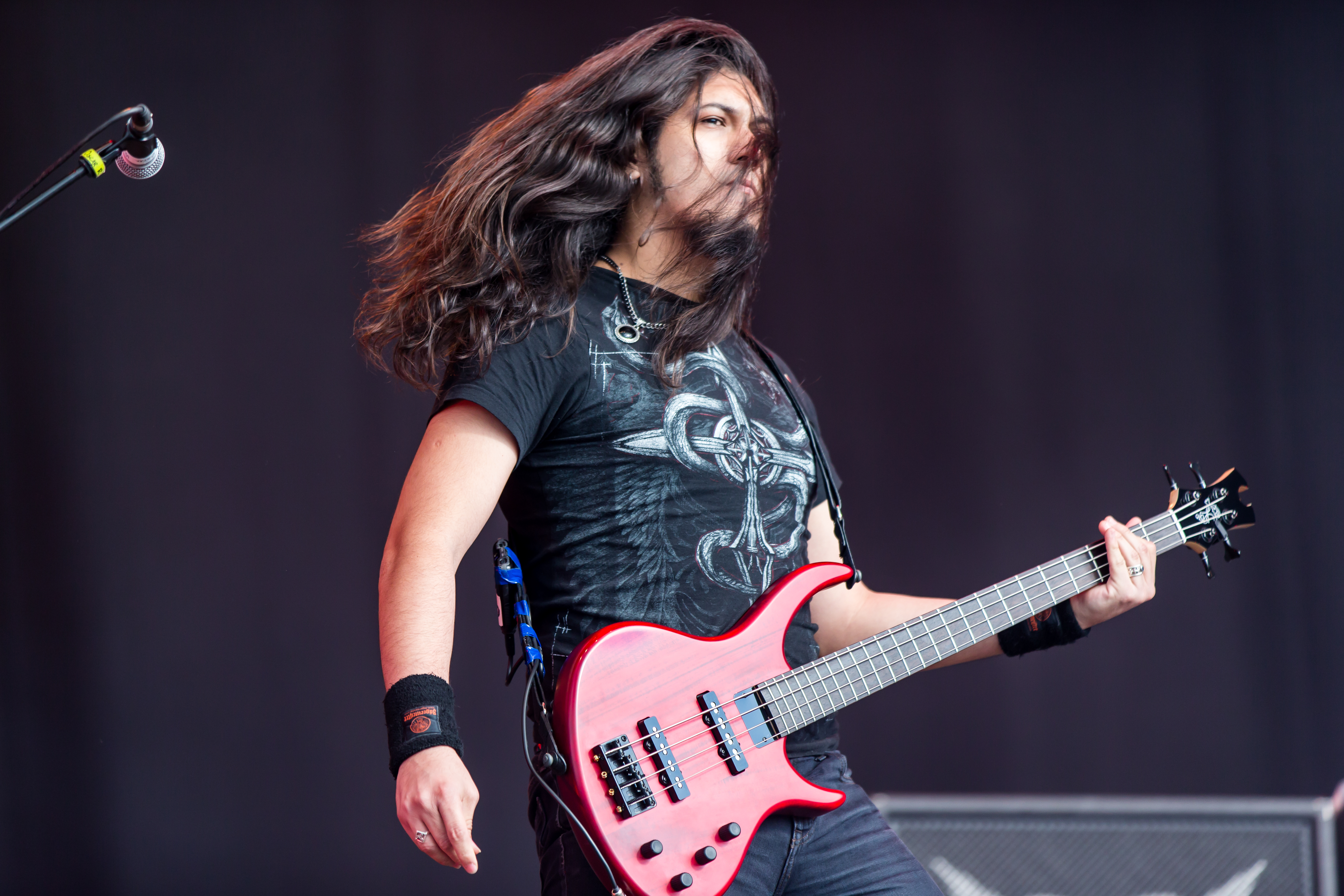
Oscar Rangel podczas koncertu na festiwalu Wacken Open Air w 2015 roku

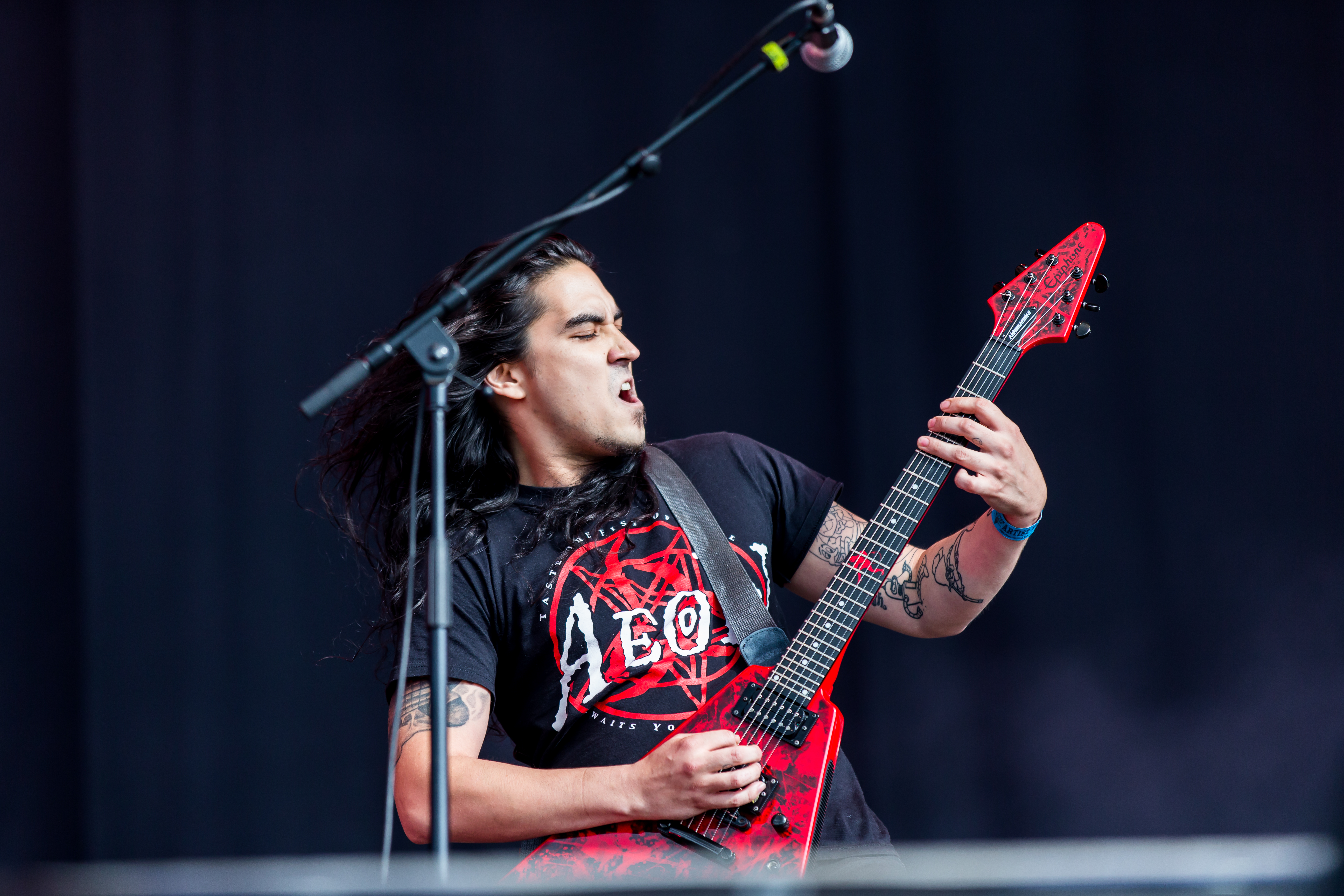
Aaron Homma podczas koncertu na festiwalu Wacken Open Air w 2015 roku

Albumy studyjne
| Alice in Hell               | - Data: 5 września 1989 - Wydawca: Roadrunner Records     | –   | –  | –  | –  | –   | –   | –   | –   |
| Never, Neverland            | - Data: 12 września 1990 - Wydawca: Roadrunner Records    | –   | –  | –  | –  | 48  | –   | –   | –   |
| Set the World on Fire       | - Data: 24 sierpnia 1993 - Wydawca: Roadrunner Records    | –   | 79 | –  | –  | –   | 47  | –   | –   |
| King of the Kill            | - Data: 10 października 1994 - Wydawca: Music For Nations | –   | –  | –  | –  | –   | 80  | –   | –   |
| Refresh the Demon           | - Data: 11 marca 1996 - Wydawca: Music For Nations        | –   | –  | –  | –  | –   | 84  | –   | –   |
| Remains                     | - Data: 21 lipca 1997 - Wydawca: Music For Nations        | –   | –  | –  | –  | –   | –   | –   | –   |
| Criteria for a Black Widow  | - Data: 1 czerwca 1999 - Wydawca: Roadrunner Records      | –   | 79 | –  | –  | –   | –   | –   | –   |
| Carnival Diablos            | - Data: 29 stycznia 2001 - Wydawca: Steamhammer/SPV       | –   | 71 | –  | –  | –   | –   | –   | –   |
| Waking the Fury             | - Data: 18 marca 2002 - Wydawca: Steamhammer/SPV          | –   | –  | –  | –  | –   | –   | –   | –   |
| All for You                 | - Data: 22 maja 2004 - Wydawca: AFM Records               | –   | –  | –  | –  | –   | 179 | –   | –   |
| Schizo Deluxe               | - Data: 8 listopada 2005 - Wydawca: AFM Records           | –   | –  | –  | –  | –   | 183 | –   | –   |
| Metal                       | - Data: 16 kwietnia 2007 - Wydawca: SPV GmbH              | 190 | –  | –  | –  | –   | 96  | –   | –   |
| Annihilator                 | - Data: 17 maja 2010 - Wydawca: Earache Records           | 142 | 49 | –  | –  | 193 | 169 | –   | –   |
| Feast                       | - Data: 23 sierpnia 2013 - Wydawca: UDR Music             | 102 | 20 | 36 | 17 | 156 | 145 | 180 | 101 |
| Suicide Society             | - Data: 18 września 2015 - Wydawca: UDR Music             | 155 | 44 | 33 | –  | –   | 151 | 157 | 52  |
| For the Demented            | - Data: 3 listopada 2017 - Wydawca: UDR Music             | -   | 73 | -  | –  | –   | 137 | -   | 92  |
| Ballistic, Sadistic         | - Data: 24 stycznia 2020 - Wydawca:Neverland Music Inc.   | -   | 22 | -  | –  | –   | 264 | 151 | 78  |
| „–” album nie był notowany. |                                                           |     |    |    |    |     |     |     |     |

Albumy koncertowe
| In Command (Live 1989–1990) | - Data: 5 listopada 1996 - Wydawca: Roadrunner Records  | –  |
| Double Live Annihilation    | - Data: 24 marca 2003 - Wydawca: AFM Records            | –  |
| Live at Masters of Rock     | - Data: 30 października 2009 - Wydawca: Steamhammer/SPV | –  |
| Triple Threat               | - Data: 27 stycznia 2017 - Wydawca: UDR Music           | 93 |
| „–” album nie był notowany. |                                                         |    |

Kompilacje
| Tytuł                            | Dane dot. albumu                                           |
| -------------------------------- | ---------------------------------------------------------- |
| Bag of Tricks                    | - Data: 15 października 1994 - Wydawca: Roadrunner Records |
| Alice in Hell / Never, Neverland | - Data: 9 września 2003 - Wydawca: Roadrunner Records      |
| The Best of Annihilator          | - Data: 2 sierpnia 2004 - Wydawca: Roadrunner Records      |
| Total Annihilation               | - Data: 22 września 2010 - Wydawca: Earache Records        |

Minialbumy
| Tytuł   | Dane dot. albumu                            |
| ------- | ------------------------------------------- |
| The One | - Data: 24 maja 2004 - Wydawca: AFM Records |

## Wideografia
| Tytuł                   | Dane dot. albumu                                        |
| ----------------------- | ------------------------------------------------------- |
| Ten Years in Hell       | - Data: 21 lutego 2006 - Wydawca: Steamhammer/SPV       |
| Live at Masters of Rock | - Data: 30 października 2009 - Wydawca: Steamhammer/SPV |

## Teledyski
| Tytuł                   | Rok  | Reżyseria   | Album                 | Źródło |
| ----------------------- | ---- | ----------- | --------------------- | ------ |
| „Alison Hell”           | 1989 | –           | Alice in Hell         | [ 33 ] |
| „Stonewall”             | 1990 | –           | Never, Neverland      | [ 33 ] |
| „Set The World On Fire” | 1993 | –           | Set the World On Fire | [ 33 ] |
| „King Of The Kill”      | 1994 | –           | King of the Kill      | [ 33 ] |
| „21”                    | 1994 | Jeff Waters | King of the Kill      | [ 33 ] |
| „Syn. Kill”             | 1996 | –           | Refresh the Demon     | [ 33 ] |
| „All For You”           | 2004 | –           | All For You           | [ 34 ] |
| „No Way Out”            | 2013 | Epigraphics | Feast                 | [ 35 ] |
| „Suicide Society”       | 2015 | Buntmetall  | Suicide Society       | [ 36 ] |
| „Snap”                  | 2015 | –           | Suicide Society       | [ 37 ] |